# Bałków
Bałków – wieś w Polsce położona w województwie świętokrzyskim, w powiecie włoszczowskim, w gminie Radków.
| SIMC    | Nazwa                 | Rodzaj     |
| ------- | --------------------- | ---------- |
| 0144006 | Cieszynie             | przysiółek |
| 0144012 | Na Górach Jeziorowych | przysiółek |

Wieś w powiecie chęcińskim województwa sandomierskiego była w latach 70. XVI wieku własnością kasztelana sandomierskiego Stanisława Szafrańca. 
Wieś Bałków położona jest na lewej stronie rzeki Białej Nidy, na terytorium dawnego powiatu chęcińskiego, w zasięgu parafii Dzierzgów. Nazwa wsi zapisywana była w przeszłości jako Bancow, Bawcow. Chcąc przybliżyć się do zrozumienia etymologii tej nazwy przywołamy występującego w drugiej połowie XIV w. w źródłach pisanych Jakusza zwanego Bancowsci de Bancow. Pozwala to na ostrożne przypuszczenie, że pierwotnie osada zwana była Bąków, a pochodzenie jej od osobowego imienia Bąk, założyciela wsi. Z okresu średniowiecza pochodzą wzmianki o ówczesnych właścicielach osady w l. 1386-1398 r. dziedzicem był Florian de Bawkow, w 1376-1381 r. wspomniany wyżej Jakusz Bancowsci de Bancow, w 1382r. Boksa de Bancow, w 1391 r. Aleksander de Babcow, w 1398r. Wojchech de Bawkow, w 1409r. Andrzej zwany Krzeszczak vel Wrzeszczak de Bawcow, (w 1416r. jako sołtys w Sokolnikach), w 1400r. Tworko de Bawkow, w 1421r. Piotr de Bulkowo, w 1443r. Mikołaj de Bawcow (miał on dawać dziesięciny ze swych ról we wsi Bancow plebanowi w Dzierzgowie), w 1451r. Piotr dziedzic de Bawkow, w 1456r. Klemens, Mikołaj Kaszel i Jan Polsky nobilem de Bawkow cavendo de rato... dziesięciny dla kościoła w Dzierzgowie. Zastanawiające, że Jan Długosz, znający doskonale panujące stosunki własnościowe, jak również zobowiązania wobec kościoła w Dzierzgowie, nie wspomina w ogóle o Bałkowie, choć jak czytaliśmy wyżej, dziedzice Bałkowa według innych danych mieli jednak taki obowiązek.
Wieś w gminie Radków, położona w jej północnej części przy granicy z gminą Secemin. Obecna nazwa Bałkowa urobiona została od Bawkowa, bo tak właśnie nazywała się pierwotnie ta miejscowość. Dziś trudno dociec, jaka była geneza tamtej nazwy, ale niewykluczone, że utworzono ją od staropolskiego słowa bawa, które oznaczało beztroskie i wesołe spędzenie czasu, a więc po prostu zabawę. Bałków należy do wsi nowszej generacji. Na podstawie źródeł kościelnych można ustalić, że nie było go jeszcze na początku drugiej połowy XVI stulecia. Już jednak w roku 1598 odnotowano go w aktach wizytacji dziekanatu jędrzejowskiego jako miejscowość należącą do parafii dzierzgowskiej. I od tamtej pory znajduje się w niej, chociaż niektóre źródła z XVII wieku wymieniają go przy parafii Bebelno. Źródła te jednak to rejestry podatkowe, w których, co trzeba pamiętać, administracja kościelna nie zawsze pokrywała się z wykazami sporządzanymi na jej bazie na użytek poboru. Obejmowały one niekiedy nie tylko wsie danej parafii, lecz także jedną czy drugą z sąsiednich. Z różnych źródeł siedemnastowiecznych wynika, że Bałków miał w tym okresie kilku właścicieli i dzierżawców. Z nazwiska znamy tylko niektórych. I tak w roku 1636 właścicielem wsi był Jan Gosławski z Czaryża, a w 1682 Krzysztof Łuczycki. Dzierżawcami zaś byli Gosławscy z Bebelna, w tym wymieniony pod rokiem 1662 Samuel Gosławski, a także znany poeta Wespazjan Kochowski z niedalekich Goleniów. W roku 1827 wieś liczyła 25 domów i 236 mieszkańców. Pod koniec międzywojnia mieszkało tam pół tysiąca osób. Obecnie jest ich 255, a domów 89. Od roku 1967 Bałków posiada jeden sklep spożywczy, stadninę koni, Ochotniczą Straż pożarną, która dysponuje aktualnie samochodem gaśniczym. Ogólna powierzchnia Bałkowa wynosi 858 ha, z czego na grunty orne przypada 487ha, na użytki zielone 189ha, na lasy 153 ha, a na pozostałe grunty 29ha.